# Il povero Piero (film)
Il povero Piero è un film muto italiano del 1921 diretto ed interpretato da Umberto Mozzato, tratto dall'omonimo dramma di Felice Cavallotti del 1884.